# 哈德万
哈德万（Қадиша Мамырбекқызы, Қадауан 1900年—1963年）本民族名为“哈迪夏·马穆尔别克”，哈萨克族，新疆托里人，阿勒泰哈萨克首领艾林郡王的妻子。

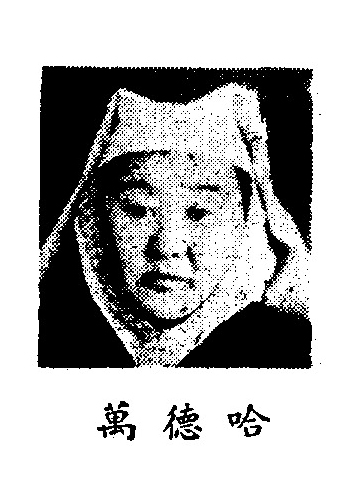
制憲國民大會代表哈德萬

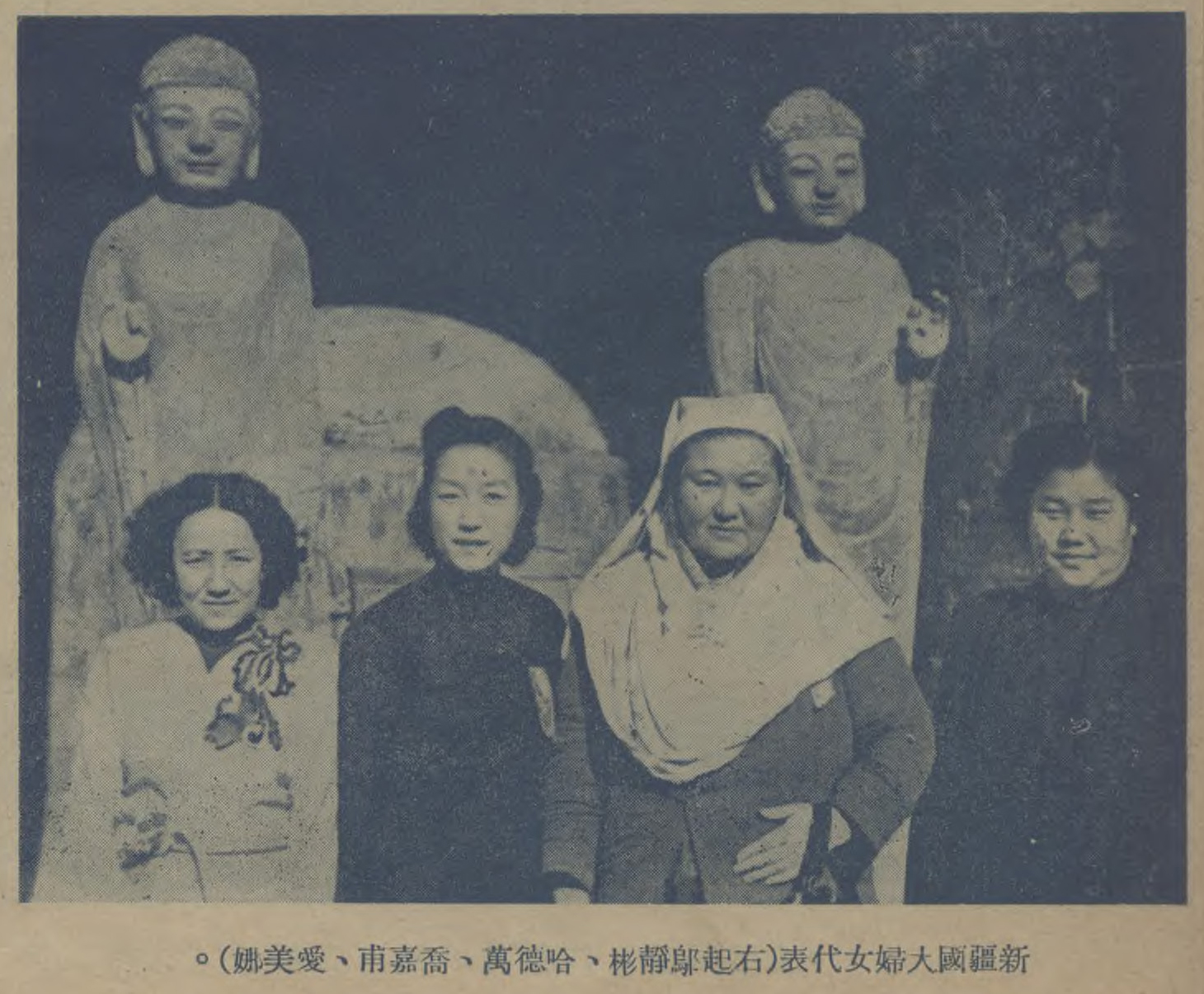
新疆國大婦女代表愛美娜、喬嘉甫、哈德萬、烏靜彬

## 生平
哈德万会汉文和汉语。盛世才统治新疆初期，她支持小叔沙里福汗，从事哈柯文化促进会的工作，捐钱捐物，创办哈萨克族学校。她还支持丈夫艾林郡王为抗日战争捐献大批牲畜。1942年，在盛世才威逼下，她被迫带全家迁居迪化（今乌鲁木齐市），随后被盛世才逮捕，与丈夫艾林郡王押在同一监狱。

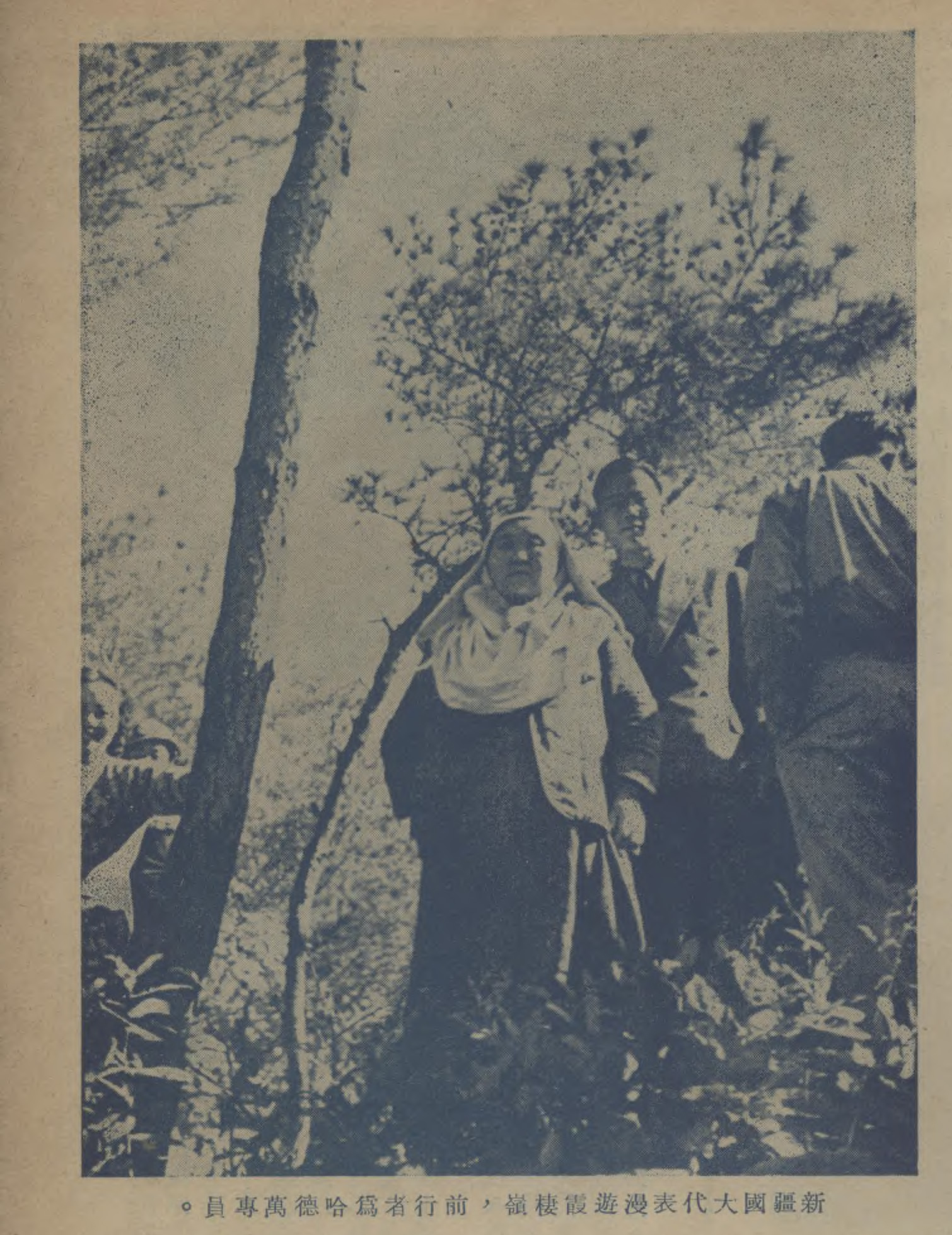
漫遊霞棲嶺

1944年，盛世才离开新疆，中国国民党控制新疆大权，哈德万和丈夫艾林郡王被释放。三区革命时，她受中国国民党新疆当局委派，在迪化南山的哈萨克牧民中开展“宣抚”，要求哈萨克牧民反对三区革命。1946年，三区革命政府与国民政府和谈成功，新疆省联合政府成立，哈德万由中央方面推荐，出任迪化区专员、少将衔保安司令。
1949年，参加新疆省政府的和平起义。1951年卸任专员之职，与丈夫一同改任为新疆省人民政府顾问。1963年逝世。

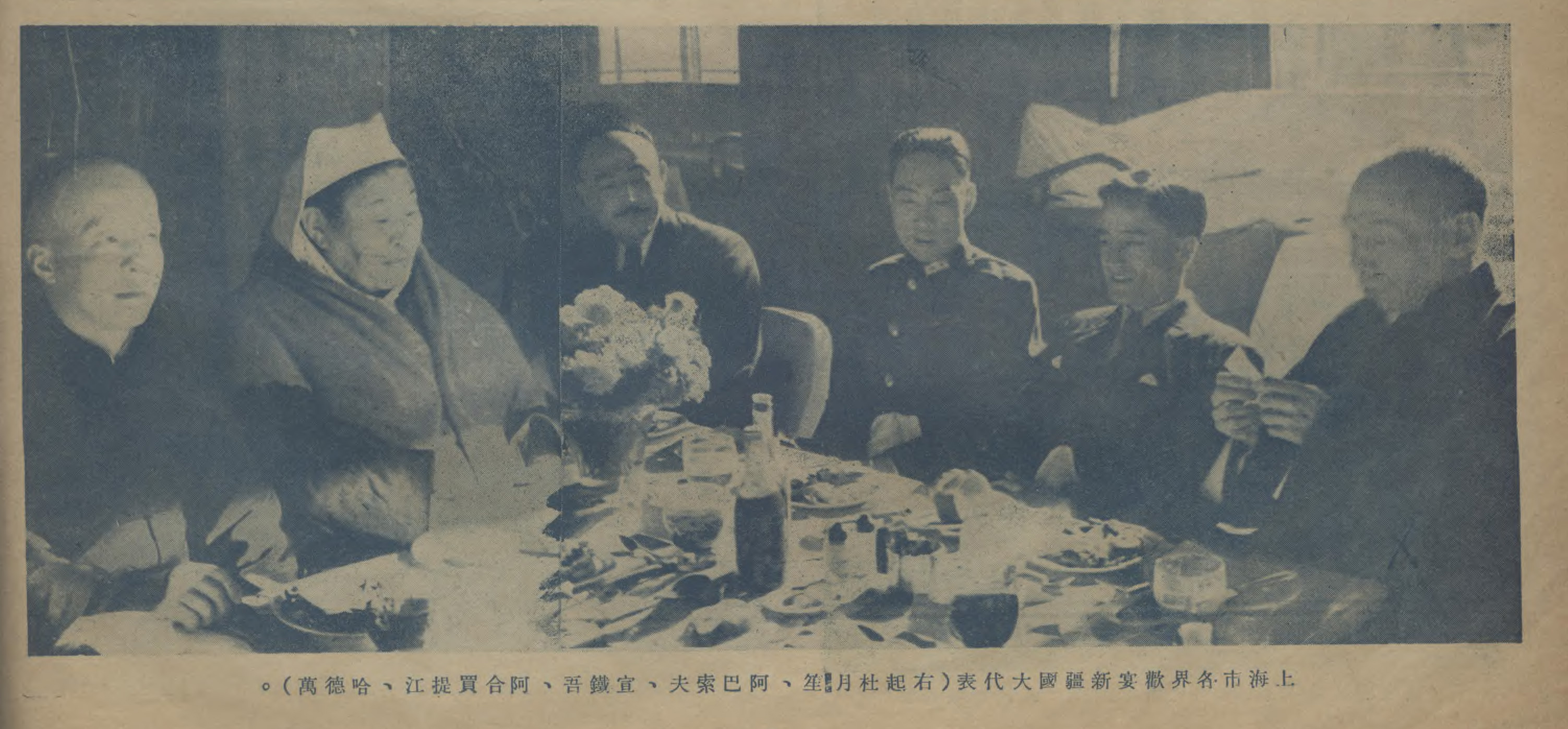
上海市各界歡宴新疆國大代表(右起杜月笙、阿巴索夫、宣鐵吾、阿合買提江、哈德萬)